# Joshua Kaindoh
Joshua Kaindoh (Baltimora, 27 dicembre 1998) è un giocatore di football americano statunitense che milita nel ruolo di defensive end per i Kansas City Chiefs della National Football League (NFL).

## Carriera

### Kansas City Chiefs
Kaindoh al college giocò a football a Florida State. Fu scelto nel corso del quarto giro (144º assoluto) nel Draft NFL 2021 dai Kansas City Chiefs. Dopo avere disputato 3 partite, il 5 ottobre fu inserito in lista infortunati.

## Palmarès
- Super Bowl : 1

Kansas City Chiefs: LVII
- American Football Conference Championship: 1

Kansas City Chiefs: 2022